# نیروهای امداد
نیروهای امداد (انگلیسی: The First Responders; کره‌ای: 소방서 옆 경찰서) مجموعه تلویزیونی محصول کره جنوبی در سال ۲۰۲۲ با بازی کیم ره وون، سون هو جون و گونگ سونگ یون است. فصل اول از ۱۲ نوامبر تا ۳۰ دسامبر ۲۰۲۲، روزهای جمعه و شنبه ساعت ۲۲:۰۰ (کی‌اس‌تی) از اس‌بی‌اس برای ۱۲ قسمت پخش شد. فصل دوم از ۴ اوت تا ۹ سپتامبر ۲۰۲۳، روزهای جمعه و شنبه ساعت ۲۲:۰۰ (کی‌اس‌تی) برای ۱۲ قسمت پخش شد. نیروهای امداد برای استریم در دیزنی پلاس در مناطق منتخب قابل دسترسی است.

## بازیگران

### اصلی
- کیم ره وون در نقش جین هو گه، بازرس تیم کارآگاه پلیس.[۹][۱۰]
- سون هو جون در نقش بونگ دو جین، یک آتش‌نشان در ایستگاه آتش‌نشانی ته‌وون که اکنون به عنوان بازرس آتش‌نشانی فعالیت می‌کند.[۹][۱۱]
- گونگ سونگ یون در نقش سونگ سول، یک بهیار در ایستگاه آتش‌نشانی ته‌وون که حتی به کوچک‌ترین زخم‌ها هم اهمیت می‌دهد.[۹][۱۲]

## تولید

### بازیگران
در ۲۴ ژانویه ۲۰۲۲، بازیگران کیم ره وون، سون هو جون و گونگ سونگ یون به عنوان بازیگران نقش اصلی این مجموعه تأیید شدند.

### انتشار
این مجموعه در ابتدا برای پخش در نیمهٔ اول سال ۲۰۲۲ برنامه‌ریزی شده بود اما پخش آن تا نیمهٔ دوم سال ۲۰۲۲ به تعویق افتاد.